# Ozicrypta wallacei
Ozicrypta wallacei là một loài nhện trong họ Barychelidae. Loài này phân bố ờ Queensland.